# Taeniophyllum calcaratum
Taeniophyllum calcaratum är en orkidéart som beskrevs av Johannes Jacobus Smith. Taeniophyllum calcaratum ingår i släktet Taeniophyllum och familjen orkidéer.
Artens utbredningsområde är Moluckerna. Inga underarter finns listade i Catalogue of Life.